# 顾克礼
顾克礼（德語：Christian Göbel，1973年6月25日—）是一位德国汉学家和政治学家。研究方向为中国改革政策与政策创新、中国农村政策、中国创新体系与比较专制研究。

## 生平
1973年6月25日出生于维尔茨堡。1993年至1995年，在埃尔朗根-纽伦堡大学完成了英语教学、政治学和社会学的中级考试。1995年至1996年在台湾淡江大學学习中文，1996年转往国立台湾师范大学学习。1998年至2002年，在海德堡大学获得政治学和现代汉学硕士学位。2003年起，在杜伊斯堡-埃森大学进行博士研究，并于2008年获得了博士学位。
2003年至2009年，在杜伊斯堡-埃森大学担任政治学及东亚研究助理。2009年至2011年，在瑞典隆德大学东亚和东南亚研究中心担任博士后研究员。2011年至2012年，担任杜伊斯堡-埃森大学东亚政治学教授。 2012年至2013年，他担任隆德大学政治学高级讲师，随后在海德堡大学担任中国和东亚经济与社会问题初级教授。自2013年起，担任维也纳大学东亚研究系中国研究教授。

## 著作
- Towards a Consolidated Democracy? Informal and Formal Institutions in Taiwan’s Political Process. 2001.
- The peasant’s rescue from the cadre? An institutional analysis of China’s rural tax and fee reform. Duisburg 2006.
- The politics of rural reform in China. State policy and village predicament in the early 2000s. London 2010.
- als Herausgeber mit Thomas Heberer: The politics of community building in urban China. Abingdon 2011.